# Боканегра, Даниэль
Даниэ́ль Эдуа́рдо Бокане́гра Орти́с (исп. Daniel Eduardo Bocanegra Ortiz; род. 23 апреля 1987 года, Пурификасьон, департамент Толима) — колумбийский футболист, фланговый защитник (латераль) клуба «Либертад». Выступал в сборной Колумбии.

## Биография
Даниэль Боканегра начинал профессиональную карьеру футболиста в столичном клубе «Академия» во втором дивизионе чемпионата Колумбии. Будучи игроком молодёжных команд, Даниэль изначально действовал на позиции нападающего, и в более взрослом возрасте тренеры начали ставить его на позицию полузащитника, а затем и защитника. Даниэль действует в основном на правом фланге обороны, на позиции латераля, периодически подключаясь к атакам своей команды.
С 2009 года Боканегру, как правило, отдавали в аренду в более сильные команды — «Санта-Фе» (с которым в 2009 году он завоевал Кубок Колумбии) и «Атлетико Уилу», но контракт с «Академией» у Даниэля завершился лишь в 2012 году. В 2012—2013 годах Боканегра выступал за «Индепендьенте» из Медельина, после чего стал игроком «Атлетико Насьоналя».
Вместе с «зелёными» Боканегра выиграл множество титулов на внутренней арене — четырежды становился чемпионом Колумбии, в 2013 году завоевал второй для себя кубок страны, а в 2016 году выиграл Суперлигу. Практически сразу Боканегра стал одним из игроков основы «Атлетико». В розыгрыше Кубка Либертадорес 2016 года Боканегра сыграл в девяти из 10 матчей своей команды, которая с лучшими показателями среди всех участников вышла в полуфинал (турнир продолжается). На групповом этапе Даниэль отметился двумя забитыми мячами — оба были забиты в ворота «Пеньяроля» — как в домашней (2:0), так и в гостевой встрече (4:0).
18 ноября 2014 года в товарищеском матче против сборной Словении Боканегра дебютировал за сборную Колумбии, заменив во втором тайме Сантьяго Ариаса. Всего в 2014—2015 гг. Боканегра сыграл за национальную команду в трёх товарищеских играх.

## Титулы и достижения
«Атлетико Насьональ»
- Обладатель Кубка Либертадорес — 2016
- Чемпион Колумбии (4): 2013-I, 2013-II, 2014-I, 2015-II
- Обладатель Кубка Колумбии (2): 2009, 2013
- Победитель Суперлиги Колумбии (1): 2016
- Финалист Южноамериканского кубка (1): 2014